# Ceratogyrus bechuanicus
Ceratogyrus bechuanicus é uma espécie de aranha pertencente à família Theraphosidae. É encontrada no sul da África. Tem um comprimento médio de 5 cm. Sua coloração é marrom com tons de cinza. É a espécie de Ceratogyrus mais criada em cativeiro, mesmo sendo agressiva e rápida.
Como é originária da África, de clima extremamente seco, seu cativeiro deve ser bem seco. Ou pode desenvolver fungos que a levam a morte, devido a húmidade do ar.